# Бела Венкгейм
Бела Венкгейм (угор. Wenckheim Béla; 16 лютого 1811, Пешт — 7 липня 1879, Будапешт) — угорський політик, прем'єр-міністр Королівства Угорщини з 2 березня по 20 жовтня 1875.

## Біографія
Походив із угорської дворянської сім'ї Венкгейм. Брав участь в революції 1848—1849.
У 1839 і 1848 — був депутатом сейму в комітаті Бекеш, де його сім'я мала маєток.
У 1860 вступив до партії Ференца Деака.
У 1867 був призначений міністром внутрішніх справ.